# 中华人民共和国住房和城乡建设部
中华人民共和国住房和城乡建设部，规范化简称住房城乡建设部，亦简称住建部，是中华人民共和国国务院主管建设行政管理的组成部门。
住房城乡建设部主要负责拟订住房和城乡建设政策，指导全国住宅建设和住房制度改革，监督管理建筑市场、建筑安全和房地产市场等工作。

## 沿革
1979年3月12日，国务院发出通知，中共中央批准成立国家城市建设总局，直属国务院，由国家基本建设委员会代管。
1982年5月4日，国家城市建设总局、国家建筑工程总局、国家测绘总局、国家基本建设委员会的部分机构和国务院环境保护领导小组办公室合并，成立城乡建设环境保护部。
1988年5月，第七届全国人民代表大会第七次会议通过《关于国务院机构改革方案的决定》，撤销城乡建设环境保护部，设立建设部；并把国家计委主管的基本建设方面的勘察设计、建筑施工、标准定额工作及其机构划归建设部。
2008年3月15日，第十一届全国人民代表大会第一次会议通过《第十一届全国人民代表大会第一次会议关于国务院机构改革方案的决定》，批准《国务院机构改革方案》。方案规定：“组建住房和城乡建设部。不再保留建设部。”
2018年9月13日，《中共中央办公厅 国务院办公厅关于调整住房和城乡建设部职责机构编制的通知》称，“住房和城乡建设部城乡规划管理职责划入自然资源部，不再保留城乡规划司，不再设立住房和城乡建设部总规划师职务；住房和城乡建设部风景名胜区、自然遗产管理职责划入国家林业和草原局；将公安部指导建设工程消防设计审查职责划入住房和城乡建设部”。
2020年8月31日，根据国家发展改革委《关于全面推开行业协会商会与行政机关脱钩改革的实施意见》（发改体改〔2019〕1063号），原由住房城乡建设部主管的中国城市雕塑家协会、中国建筑金属结构协会、中国工程建设焊接协会等26家行业协会（商会）与住房城乡建设部分离，依法直接登记、独立运行，剥离行政职能，不再设置业务主管单位。取消对其的直接财政拨款，通过政府购买服务等方式支持其发展。

## 职责
根据《住房和城乡建设部主要职责内设机构和人员编制规定》，住房城乡建设部承担下列职能：
1. 承担保障城镇低收入家庭住房的责任。拟订住房保障相关政策并指导实施。拟订廉租住房规划及政策，会同有关部门做好中央有关廉租住房资金安排，监督地方组织实施。编制住房保障发展规划和年度计划并监督实施。
2. 承担推进住房制度改革的责任。拟订适合国情的住房政策，指导住房建设和住房制度改革，拟订全国住房建设规划并指导实施，研究提出住房和城乡建设重大问题的政策建议。
3. 承担规范住房和城乡建设管理秩序的责任。起草住房和城乡建设的法律法规草案，制定部门规章。依法组织编制和实施城乡规划，拟订城乡规划的政策和规章制度，会同有关部门组织编制全国城镇体系规划，负责国务院交办的城市总体规划、省域城镇体系规划的审查报批和监督实施，参与土地利用总体规划纲要的审查，拟订住房和城乡建设的科技发展规划和经济政策。
4. 承担建立科学规范的工程建设标准体系的责任。组织制定工程建设实施阶段的国家标准，制定和发布工程建设全国统一定额和行业标准，拟订建设项目可行性研究评价方法、经济参数、建设标准和工程造价的管理制度，拟订公共服务设施（不含通信设施）建设标准并监督执行，指导监督各类工程建设标准定额的实施和工程造价计价，组织发布工程造价信息。
5. 承担规范房地产市场秩序、监督管理房地产市场的责任。会同或配合有关部门组织拟订房地产市场监管政策并监督执行，指导城镇土地使用权有偿转让和开发利用工作，提出房地产业的行业发展规划和产业政策，制定房地产开发、房屋权属管理、房屋租赁、房屋面积管理、房地产估价与经纪管理、物业管理、房屋征收拆迁的规章制度并监督执行。
6. 监督管理建筑市场、规范市场各方主体行为。指导全国建筑活动，组织实施房屋和市政工程项目招投标活动的监督执法，拟订勘察设计、施工、建设监理的法规和规章并监督和指导实施，拟订工程建设、建筑业、勘察设计的行业发展战略、中长期规划、改革方案、产业政策、规章制度并监督执行，拟订规范建筑市场各方主体行为的规章制度并监督执行，组织协调建筑企业参与国际工程承包、建筑劳务合作。
7. 研究拟订城市建设的政策、规划并指导实施，指导城市市政公用设施建设、安全和应急管理，拟订全国风景名胜区的发展规划、政策并指导实施，负责国家级风景名胜区的审查报批和监督管理，组织审核世界自然遗产的申报，会同文物等有关主管部门审核世界自然与文化双重遗产的申报，会同文物主管部门负责历史文化名城（镇、村）的保护和监督管理工作。
8. 承担规范村镇建设、指导全国村镇建设的责任。拟订村庄和小城镇建设政策并指导实施，指导村镇规划编制、农村住房建设和安全及危房改造，指导小城镇和村庄人居生态环境的改善工作，指导全国重点镇的建设。
9. 承担建筑工程质量安全监管的责任。拟订建筑工程质量、建筑安全生产和竣工验收备案的政策、规章制度并监督执行，组织或参与工程重大质量、安全事故的调查处理，拟订建筑业、工程勘察设计咨询业的技术政策并指导实施。
10. 承担推进建筑节能、城镇减排的责任。会同有关部门拟订建筑节能的政策、规划并监督实施，组织实施重大建筑节能项目，推进城镇减排。
11. 负责住房公积金监督管理，确保公积金的有效使用和安全。会同有关部门拟订住房公积金政策、发展规划并组织实施，制定住房公积金缴存、使用、管理和监督制度，监督全国住房公积金和其他住房资金的管理、使用和安全，管理住房公积金信息系统。
12. 开展住房和城乡建设方面的国际交流与合作。
13. 承办国务院交办的其他事项。

## 机构设置
根据《住房和城乡建设部主要职责内设机构和人员编制规定》，住房城乡建设部设置下列机构：

### 内设机构
- 办公厅
- 法规司
- 住房改革与发展司（研究室）
- 住房保障司
- 标准定额司
- 房地产市场监管司
- 建筑市场监管司
- 城市建设司
- 村镇建设司
- 工程质量安全监管司
- 建筑节能与科技司
- 住房公积金监管司
- 城市管理监督局
- 计划财务与外事司
- 人事司
- 机关党委
- 离退休干部局

### 直属事业单位
- 机关服务中心
- 中国城市规划设计研究院（住房和城乡建设部遥感应用中心）
- 标准定额研究所
- 科技与产业化发展中心（住宅产业化促进中心）
- 政策研究中心（中国城乡建设经济研究所）
- 信息中心（住房信息管理中心）
- 全国市长研修学院（住房和城乡建设部干部学院）
- 人力资源开发中心
- 执业资格注册中心
- 中国建筑文化中心
- 中国建设报社
- 全国白蚁防治中心

### 直属企业单位
- 中国建筑出版传媒有限公司
- 中国城市出版社有限公司
- 建筑杂志社有限公司

### 主管社会团体
- 中国城市科学研究会
- 中国房地产研究会
- 中国建筑学会
- 中国土木工程学会
- 中国城市规划学会
- 中国风景园林学会
- 中国建设劳动学会
- 中国房地产估价师与房地产经纪人学会
- 中国建设会计学会
- 中国市长协会
- 中国建设职工思想政治工作研究会
- 中国国际贸易促进委员会建设行业分会

## 历任领导
| 国家城市建设总局局长 …… 中华人民共和国城乡建设环境保护部部长 - 李锡铭 - 芮杏文 - 叶如棠 中华人民共和国建设部部长 - 林汉雄（1988年4月－1991年3月） - 侯 捷（1991年11月－1998年3月） - 俞正声（1998年3月－2001年11月） - 汪光焘（2001年11月－2008年3月） 中华人民共和国住房和城乡建设部部长 - 姜伟新（2008年3月－2014年6月） - 陈政高（2014年6月－2017年6月） - 王蒙徽（2017年6月－2022年4月） - 倪 虹（2022年6月－） | 中华人民共和国住房和城乡建设部副部长 …… - 董建国（2022年12月－） - 秦海翔（2022年10月－） - 李晓龙（2025年2月－） 中央纪委国家监委驻住房城乡建设部纪检监察组组长 …… - 宋寒松（2018年7月－） 中华人民共和国住房和城乡建设部总经济师 …… - 曹金彪（2024年5月－） 中华人民共和国住房和城乡建设部总工程师 …… - 李晓龙（2025年4月－） |